# DIDWW (empresa)
DIDWW es una empresa global de telecomunicaciones especializada en servicios de enlace de voz sobre IP (VoIP) y protocolo de inicio de sesión (SIP).
Fue fundada en 2004 y tiene su sede en Dublín, Leinster, Irlanda. Lina Zaboras es CEO de la compañía.

## Historia
DIDWW se estableció en 2004 en Dublín, Irlanda. En diciembre de 2019, la compañía comenzó a proporcionar servicios de SMS bidireccionales en los Estados Unidos y Canadá.
En el verano de 2021, DIDWW se asoció con PCCW Globa para expandir los servicios de enlace SIP a Europa y Asia. En 2022, Sunrise UPC GmbH, la empresa Suiza de telecomunicaciones, colaboró con DIDWW para lanzar Business Voice International. La compañía continuó su expansión al asociarse con Telesmart.io, una compañía global de servicios de mensajería y números, en mayo de 2022. Desde marzo de 2023, la solución de enlace SIP de DIDWW está disponible en Genesys AppFoundry.
DIDWW se especializa en proporcionar cobertura internacional de números de teléfono virtuales locales, nacionales, móviles, de voz gratuita y SMS habilitados, troncos SIP locales y globales bidireccionales, acceso a servicios de emergencia locales, portabilidad de números y herramientas de selección de números. Facilita el acceso a números de teléfono internacionales en 80 países, como Irlanda, Francia, Alemania, España, Italia, Portugal, Reino Unido, Bélgica, Suiza, República Checa, Lituania, Letonia, etc.
DIDWW es miembro de varias organizaciones y asociaciones, como la Asociación de Control del Fraude en las Comunicaciones (CFCA), RIPE NCC, Global Message Services AG (GSMA) y la Unión Internacional de Telecomunicaciones (UIT).